# Hyalyris decumana
Hyalyris decumana är en fjärilsart som beskrevs av Frederick DuCane Godman och Osbert Salvin 1879. Hyalyris decumana ingår i släktet Hyalyris och familjen praktfjärilar. Inga underarter finns listade i Catalogue of Life.